# Unidade técnica de massa
A Unidade Técnica de Massa (UTM) ou unidade métrica de massa (u.m.m.) é a massa à qual uma força de um kgf (quilograma-força) imprime uma aceleração de 1 m/s².
Esta unidade se utiliza para medir a massa, quando a força se mede em quilogramas-força.
1 UTM equivale a:
- 9,80665 quilogramas

E vale aproximadamente:
- 0,67 slugs